# Takeshi Kanamori
Takeshi Kanamori (金森 健志 Kanamori Takeshi?, Fukuoka, 4 de abril de 1994) es un futbolista japonés que juega como centrocampista en el Melbourne City F. C. de la A-League.

## Trayectoria

### Clubes
| Club                 | País      | Año       |
| -------------------- | --------- | --------- |
| Avispa Fukuoka       | Japón     | 2013-2016 |
| Kashima Antlers      | Japón     | 2017-2019 |
| Sagan Tosu (cedido)  | Japón     | 2019      |
| Sagan Tosu           | Japón     | 2020      |
| Avispa Fukuoka       | Japón     | 2021-2025 |
| Melbourne City F. C. | Australia | 2025-     |

## Palmarés

### Títulos nacionales
| Título         | Club           | País  | Año  |
| -------------- | -------------- | ----- | ---- |
| Copa J. League | Avispa Fukuoka | Japón | 2023 |

### Títulos internacionales
| Título                      | Club (*)        | Sede    | Año  |
| --------------------------- | --------------- | ------- | ---- |
| Liga de Campeones de la AFC | Kashima Antlers | Teherán | 2018 |

(*) Incluyendo la selección.